# 헤리 팔라시오스
헤리 넬손 팔라시오스 수아소 (Jerry Nelson Palacios Suazo, 1981년 11월 1일 ~ )는 온두라스의 전직 축구 선수로 현역 시절 공격수로 활동했다.

## 클럽 경력
2001년 CD 올림피아에서 프로에 전격 입문한 뒤 2019년 은퇴할 때까지 18년동안 자국 리그인 온두라스 리가 나시오날은 물론 중국 슈퍼리그, 중국 갑급리그, 코스타리카 프리메라 디비시온, 말레이시아 슈퍼리그, 벨리즈 프리미어리그 등의 해외 리그에서도 활동했다.
특히 2008년부터 2년동안 자국 리그의 CD 마라톤에서 개인 커리어 하이를 작성하며 2008 시즌과 2009 시즌 아페르투라 우승, 2008 시즌 클라우수라 준우승, 2회 연속 CONCACAF 챔피언스컵 8강 진출(2008-09, 2009-10) 등에 기여했고 2013-14 시즌에는 코스타리카 프리메라 디비시온의 LD 알라후엘렌세 소속으로 활약하며 2013 인비에르노 우승, 2014 베라노 준우승, 2013-14년 CONCACAF 챔피언스리그 4강 진출 등에 이바지했다.

## 국가대표팀 경력
2002년 3월 미국과의 친선 경기에서 온두라스 A대표팀 소속으로 국제 A매치 데뷔전을 치른 뒤 2004년 8월 3일 라이벌 엘살바도르와의 친선 원정 경기에서 A매치 데뷔골을 해트트릭으로 장식하며 팀의 4-0 대승을 이끌었다.
그 후 온두라스의 28년만의 통산 2번째 월드컵 본선 출전이었던 2010년 FIFA 월드컵에서는 두 친동생인 조니 팔라시오스, 윌슨 팔라시오스와 함께 온두라스 대표팀의 일원으로 참가했고 이후 2013년 CONCACAF 골드컵에 참가하여 팀의 3회 연속 골드컵 4강 진출을 이끌었으며 이듬해에 열린 2014년 FIFA 월드컵에서도 2회 연속으로 월드컵 본선 무대를 경험한 뒤 이 대회를 끝으로 대표팀 유니폼을 반납했다.

## 대회 성적

### 클럽
CD 마라톤
- 온두라스 리가 나시오날 : 우승 (2008 아페르투라, 2009 아페르투라), 준우승 (2008 클라우수라)

 LD 알라후엘렌세
- 코스타리카 프리메라 디비시온 : 우승 (2013 인비에르노), 준우승 (2014 베라노)
- CONCACAF 챔피언스컵 : 4강 (2013-14)

### 국가대표팀
온두라스
- CONCACAF 골드컵 : 4강 (2013)